# Ал. Алтаев
Ал<ександр> Алтаев (22 ноября (4 декабря) 1872, Киев — 13 февраля 1959, Москва) — литературный псевдоним Маргариты Владимировны Ямщиковой (до замужества — Рокотовой; известна также как Мария Владимировна Алтаева), русской советской детской писательницы, прозаика, публициста, мемуариста.

## Биография
Маргарита Владимировна Ямщикова принадлежит к древнему русскому роду. Отец — В. Д. Рокотов. Предком её матери был декабрист, участник семëновского бунта Н. Н. Толстой.
Отец, помещик Владимир Дмитриевич Рокотов, актёр и драматург, предводитель дворянства Великолукского уезда Псковской губернии, является дальним родственником знаменитого портретиста екатерининской эпохи Фёдора Рокотова. По общественным убеждениям Владимир Рокотов был близок к «шестидесятникам» и ещё до отмены крепостного права отпустил своих крестьян на волю с земельным наделом, занимался организацией театров в провинции, устройством в Киеве общедоступной публичной библиотеки и изданием газеты «Киевский вестник».
Маргарита занималась в рисовальной школе, затем обучалась на педагогических курсах Фрёбеля, что оказало влияние на её творчество, адресованное прежде всего детской и юношеской аудитории.
В 1892 году вышла замуж за студента Лесного института Андрея Ямщикова. Однако вскоре с малолетним ребёнком бежала от мужа, не желавшего, чтобы жена занималась сочинительством.
После Октябрьской революции Ямщикова работала в газетах «Солдатская правда» и «Деревенская беднота», журналах «Красный пахарь», «Юные товарищи», «Юные строители», «Мурзилка», «Тридцать дней». Входила в редакцию издательства «Земля и фабрика», сотрудничала с издательством «История гражданской войны».
Умерла 13 февраля 1959 года в Москве; останки её были отправлены в Ленинград и преданы земле на Литераторских мостках.

## Творчество
Творчество М. В. Ямщиковой объёмно и тематически многогранно. Согласно «Большой советской энциклопедии», Ал. Алтаеву принадлежит 150 книг. Часть исследователей насчитывает (с вариантами и переизданиями) более трёхсот изданий.
Первая публикация — святочная сказка «Встреча Нового года», подписанная псевдонимом "Ал. Алтаев", — появилась в журнале «Всемирная иллюстрация» в конце 1889 года благодаря поддержке поэта Я. П. Полонского. Вторая сказка — «Бабочка и солнце», напечатанная в детском журнале «Игрушечка», ввела писательницу в число постоянных авторов одного из лучших изданий того времени для детей. Редактора «Игрушечки» А. Н. Пешкову-Толиверову М. В. Ямщикова считала одним из своих литературных наставников и посвятила ей свои воспоминания.
«Мужским» псевдонимом Ал. Алтаев писательница тоже была обязана своему благожелателю — поэту  Я. П. Полонскому: он подарил девушке свою книгу, в которой той особенно понравился «Рассказ вдовы» о жизни талантливого и сердечного, но беспутного Александра Алтаева, человека с широкой душой. В выборе псевдонима отразились мировоззренческие принципы начинающего литератора.
Первые книги Ал. Алтаева были посвящены детям («Сделайте сами!», «В деревне. Складные фигурки людей и животных» и др.), но успех принесли книги, написанные в жанре исторического романа, и беллетризованные биографии.
Советским читателям Ал. Алтаев была известна в первую очередь как автор исторических романов и биографических повестей о композиторах, музыкантах, художниках. В первые годы после революции 1917 года книги Ал. Алтаева соперничали по популярности с книгами М. Горького, а в последующие десятилетия издавались большими тиражами, продолжая расходиться мгновенно (одна только книга «Под знаменем башмака» выдержала более десяти изданий).
Ал. Алтаевым написаны около пятидесяти жизнеописаний: «Юноша-поэт. Жизнь С. Я. Надсона», «Мигуэль Сервантес», «Леонардо да Винчи», «Рафаэль», «Микеланджело», «Шиллер», «К вершинам искусства», «Пасынки Академии», «Чайковский», «Бетховен», «Бенвенуто Челлини». Многие из жизнеописаний вошли в сборники «Светочи правды. Очерки и картины из жизни великих людей», «Впереди веков», «Детство знаменитых людей».
Является автором многих остросюжетных произведений о Гарибальди, Марата, Филиппа II, Марию Стюарт, Леонардо да Винчи, Рафаэля, Джордано Бруно, Галилея, Гуса и Жижку, Сервантеса и Андерсена, Савонаролу, патриарха Никона, о жизни восточных славян времен Киевской Руси, о татаро-монгольском нашествии, битве за Рязань, опричнине Ивана Грозного, религиозном расколе XVII века, крестьянской вольнице Стеньки Разина и др.
В исторических романах и повестях «Вниз по Волге-реке», «Бунтари», «Декабрята», «Под знаменем башмака», «Когда разрушаются дворцы» изображены народные движения (восстание под руководством Степана Разина, восстание декабристов, крестьянские войны в Германии и пр.). 
Перу Ал. Алтаева также принадлежат воспоминания о деятелях русского искусства конца XIX — начала XX века «Памятные встречи», «У стен театра».
Своё место в литературе писательница определяла так: 

«Что такое Ал. Алтаев в литературе? Всегда рядовой, чернорабочий. Я так и говорила на встречах с читателями, в библиотеках: Ал. Алтаев — популяризатор истории, помощник педагогам…»

## Музей-усадьба Ал. Алтаева

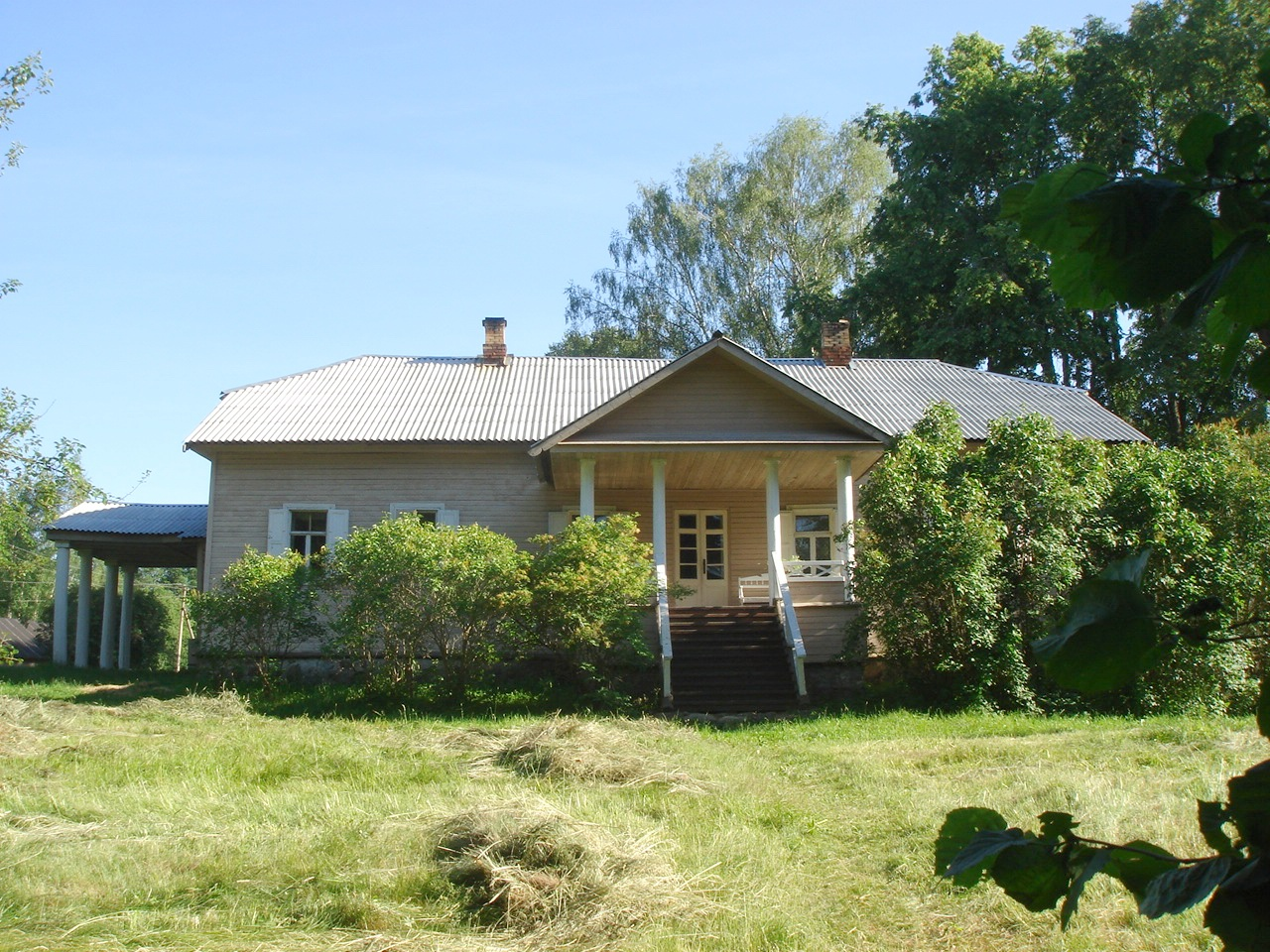
Музей-усадьба в Лосицах

В деревне Лосицы Плюсского района Псковской области на территории бывшей дворянской усадьбы Лог Гдовского уезда находится мемориальный музей писательницы (был открыт в 1967 году). Поначалу (впервые в 1895 году) М. В. Ямщикова приезжала сюда в гости к Варваре Николаевне Писаревой и её дочери, владелицам усадьбы с 1890 года. Позднее, в 1926 году она приобрела в собственность флигель от барского дома, где жила и работала в летние периоды с 1927 по 1958 год (за исключением военных лет). В музее сохранилась мебель, которой пользовалась Маргарита Владимировна, в частности рояль, стол, за которым она работала. Здесь же представлены фотографии, рассказывающие о жизни писательницы и её близких, документы, личные вещи. В своей книге «Памятные встречи» Ямщикова писала:

«Я люблю Гдовщину, её леса, поля и прозрачную глубь реки Плюссы; милую Гдовщину, овеянную седыми преданиями, с её братскими могилами, оставшимися от древних битв, с её подмогильем-„городищем“, с языческими могилами и кладами, с её своеобразным говором…»
Подробно о своей жизни в деревне она рассказала в автобиографической повести «Гдовщина».

## Память
- В честь писательницы названы:
  - Улица Алтаева в городе Пскове в Запсковье.
  - Улица Ал. Алтаева в деревне Новоселье Плюсского района.
- В деревне Лосицы Плюсского района работает литературно-мемориальный дом-музей Ал. Алтаева (М. В. Ямщиковой) — филиал Псковского музея-заповедника[6].

## Семья
- Ямщикова-Дмитриева, Людмила Андреевна (1893—1978) — дочь и соавтор, писательница и переводчица. Использовала псевдоним «Арт Феличе». Похоронена рядом с матерью[1][2].

## Архив
В Российском государственном архиве литературы и искусства хранится крупный личный фонд М. В. Ямщиковой, который насчитывает 1389 единиц хранения и охватывает период с 1844 по 1971 гг. В фонде собран большой массив материалов писательской деятельности: рукописи романов, повестей, стихотворений; воспоминания; договоры с издательствами и журналами. Помимо этого, здесь хранятся многочисленные переписки (среди корреспондентов: А. Я. Бруштейн, П. П. Гайдебуров, В. Г. Лидин, П. И. Чагин и многие другие), материалы о писательнице, фотографии, а также документы, рукописи и переписка дочери, Л. А. Ямщиковой.

## Избранная библиография

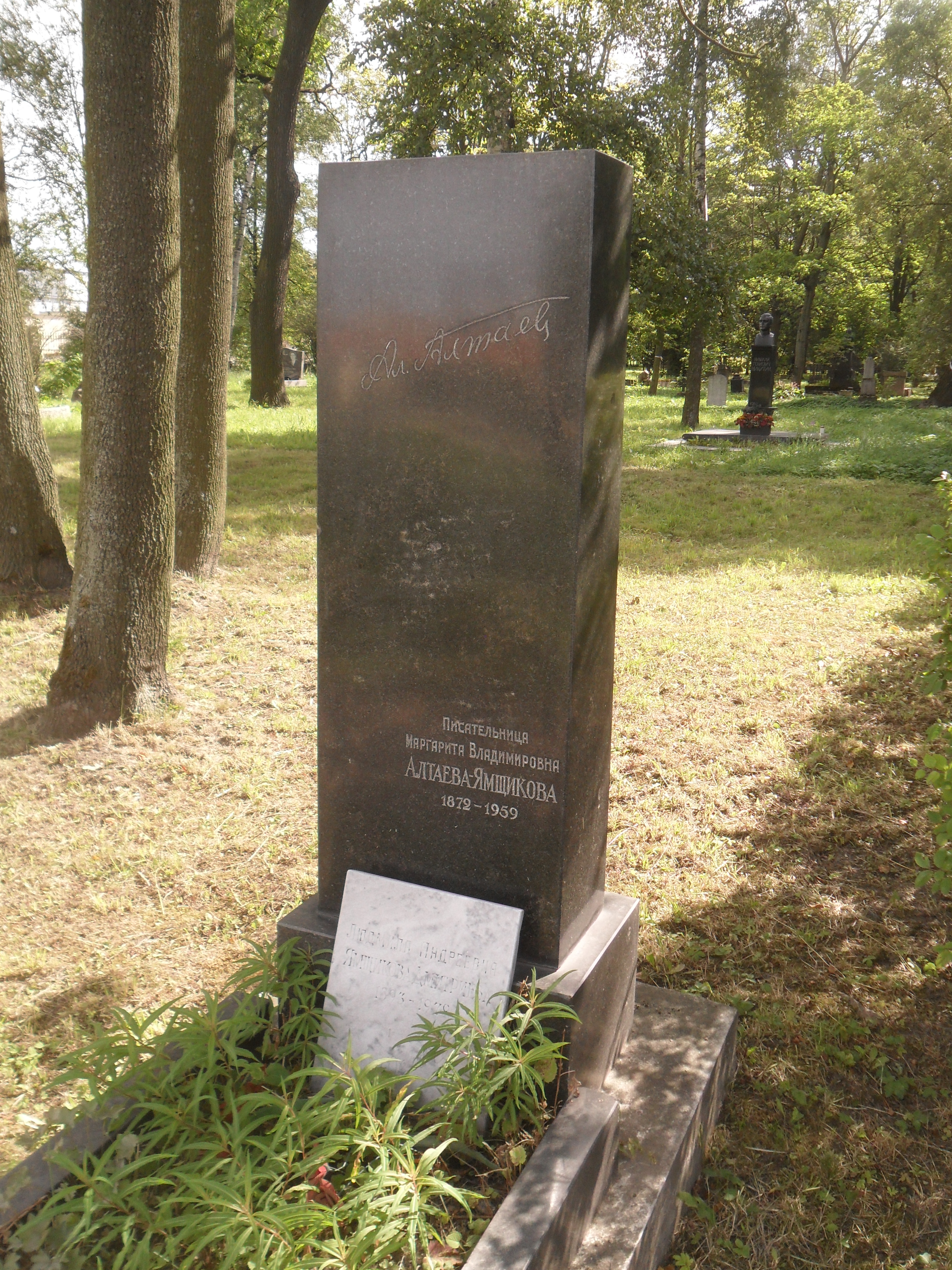
Могила Ямщиковой на Литераторских мостках в Санкт-Петербурге.

- Собрание сочинений в 16-ти томах (1928 - 1930, вышли тома 1-2, 4-7, 9, 13-14, 16);
- Костры покаяния. М., 1903
- Ян Гус из Гусинца: Историческая повесть (1904);
- В волшебной стране ацтеков. М., 1904
- Бенвенуто Челлини. СПб., 1904
- В новый мир. СПб., 1905
- Ассан-Хыз. СПб, 1904;  М., 1906
- Великий сказочник. СПб., 1905
- Мигуэль Сервантес. Биографическая повесть — СПб.,  [1907]. — 159 с.
- Дети скорби. СПб., 1907; М., 1908
- Апостол истины. СПб., 1908
- Вниз по Волге реке. Спб., 1908
- Гарибальди. СПб., 1908
- Впереди веков. СПб, 1910
- Две королевы. СПб., 1910
- Ганс-дударь. М., 1911
- За свободу родины. Спб., 1911
- В великую бурю. СПб., 1913
- Волны жизни. СПб., 1913
- Забытые тени. СПб., 1913
- Звезда Италии. СПб., 1913
- Гроза на Москве. СПб., 1914
- Король и инфант: Историческая повесть из времен Филиппа II. М., изд. Сытина, 1915;
- В лесах днепровских. Ч.1 - 2. Пг., 1915
- Детство знаменитых людей. Ч. 1-2. М., 1918-1919
- Любовь великая. Пб., 1920
- Под знаменем башмака. Исторический роман. – Петроград: Государственное издательство, 1920.
- Ал. Алтаев. На баррикадах: Сборник рассказов из истории Французской революции (XVIII—XIX вв.) / С предисловием В. Н. Залежского; Составитель Ал. Алтаев; Рисунки и обложка А. Могилевского. — М.—Л.: Земля и фабрика, 1924. — 234 с.
- Декабрята. – М.-Л., 1926.
- Великий мятеж. – М.-Л., 1927.
- Камень Катмира. – М.-Л., 1927.
- Мэгги с Змеиного острова. – М.-Л., Земля и фабрика, 1927. - 294 с., 6 000 экз.
- Бунтари. – М.-Л., 1927, 2-е изд. 1930.
- Меч Али-Атора. – М.-Л., 1928.
- Бунтари в Сибири. – М.-Л., 1929.
- Власть и золото. – М., 1929.
- Когда разрушаются дворцы. – М.-Л., 1929, 1930.
- Взбаламученная Русь. – М., 1930.
- Косой и молотом. – М.-Л., 1930.
- Марат. Картины из истории Великой французской революции. – Харьков: Пролетарий, 1931.
- Памятные встречи: Воспоминания о русских художниках и артистах. – 1946[8].
- М. И. Глинка. Жизнь и творчество. – М.-Л.: Детгиз, 1947.
- Чайковский: Биографическая повесть. – 1954.
- Повести. – 1957.
- Могучий слепец. Исторический роман о Я. Жижке. – 1959.
- Впереди веков. Леонардо да Винчи. Рафаэль. Микельанджело: повести. – М.: ГИДЛ, 1959; тираж 90 000 экз.
- Микеланджело. – Петрозаводск: ККИ, 1966; тираж 100 000 экз.
- Пасынки Академии. – 1967.
- Повести. – 1972.
- К вершинам искусства. – 1979.
- Гроза в Москве // Собрать Русь. – 1993.
- Костры покаяния. – 1993.
- Леонардо да Винчи, Рафаэль, Микеланджело: повести. – 1995.
- Гдовщина. Забытый угол. – 2020.